# Zoran Vučeljić
Zoran Vučeljić (in montenegrino Зоран Вучељић; Podgorica, 9 settembre 2003) è un cestista montenegrino.

## Carriera

### Nazionale
Nel 2022 ha vinto la medaglia di bronzo agli Europei Under-20; nello stesso anno, con la nazionale maggiore, ha partecipato anche al campionato europeo, concluso agli ottavi di finale.

## Palmarès
- Supercoppa ABA Liga: 1

Studentski Centar: 2023
- Coppa del Montenegro: 1

Studentski Centar: 2024